# Linea di base
In tipografia e nella scrittura manuale, la linea di base (baseline in inglese, definita anche linea d'appoggio) è la linea sulla quale la maggior parte delle lettere si 'allineano verticalmente' ed oltre la quale si estendono i tratti discendenti. 
Nell'esempio sulla destra la lettera p ha un tratto discendente; le altre lettere "siedono" sulla linea di base (in rosso). 
La maggior parte dei tipi di carattere condividono le seguenti caratteristiche riguardo alla linea di base:
- Le figure delineate o tabulari (ad esempio i numeri arabi) e le lettere maiuscole si appoggiano completamente sulla linea di base.
- Le seguenti figure hanno dei tratti discendenti: 3 4 5 7 9.
- Le seguenti minuscole hanno dei tratti discendenti: g j p q y.
- Glifi con tratti discendenti arrotondati (0 3 5 6 8 c C G J o O Q U) "spezzano" di poco la linea di base per creare l'illusione ottica che si appoggino sulla linea stessa.